# Gideon Reynolds
Gideon Reynolds (* 9. August 1813 in Petersburg, New York; † 13. Juli 1896 in Hoosick, New York) war ein US-amerikanischer Jurist und Politiker. Zwischen 1847 und 1851 vertrat er den Bundesstaat New York im US-Repräsentantenhaus.

## Werdegang
Gideon Reynolds wurde während des Britisch-Amerikanischen Krieges in Petersburg im Rensselaer County geboren und wuchs dort auf. In dieser Zeit besuchte er Privatschulen. 1836 zog er mit seinem Vater nach Hoosick, wo er in der Landwirtschaft tätig war. Er saß 1839 in der New York State Assembly. Zwischen 1843 und 1846 war er Sheriff im Rensselaer County. Politisch gehörte er zu jener Zeit der Whig Party an.
Bei den Kongresswahlen des Jahres 1846 für den 30. Kongress wurde Reynolds im zwölften Wahlbezirk von New York in das US-Repräsentantenhaus in Washington, D.C. gewählt, wo er nach dem 4. März 1847 die Nachfolge von Richard P. Herrick antrat. Nach einer erfolgreichen Wiederwahl verzichtete er im Jahr 1850 auf eine erneute Kandidatur und schied nach dem 3. März 1851 aus dem Kongress aus.
Nach seiner Kongresszeit war er im Rensselaer County wieder in der Landwirtschaft tätig. In der folgenden Zeit schloss er sich der Republikanischen Partei an. Er nahm als Delegierter in den Jahren 1856 und 1860 an den Republican National Conventions teil. Dann war er Mitglied im Republican State Central Committee. Am 9. September 1862 ernannte man ihn zum Internal Revenue Collector für den 15. Distrikt von New York – eine Stellung, die er bis zu seinem Rücktritt am 31. März 1865 innehatte. Ungefähr drei Monate später ging der Bürgerkrieg zu Ende. 1875 saß er im Board of Supervisors von Hoosick. Er verstarb dort am 13. Juli 1896 und wurde dann auf dem Hoosick Rural Cemetery beigesetzt.